# La chispa adecuada
«La chispa adecuada» es una canción del grupo español de rock and roll Héroes del Silencio, perteneciente a su cuarto álbum de estudio: Avalancha, publicado en 1995. Es uno de los temas más conocidos de la banda, asiduo en discos recopilatorios y actuaciones en directo. Fue, además, número 1 de la lista de éxitos de Los 40 Principales.

## Historia
«La chispa adecuada» es la tercera parte de una trilogía iniciada en El espíritu del vino con «Bendecida» y «Bendecida 2», por lo que en la edición del álbum apareció «La chispa adecuada (Bendecida 3)».
Su primera publicación fue al salir al mercado el álbum al que pertenece, Avalancha, siendo el corte n.º 8 del CD, publicado el 18 de septiembre de 1995. En noviembre, salió a la venta el sencillo en CD, que incluía solo esta canción. Posteriormente ha aparecido en varios discos recopilatorios, incluido el directo Tour 2007.
El día 13 de enero de 1996, «La chispa adecuada» se situó en el número 1 en la lista de la emisora radiofónica Los 40 principales, siendo tras «Iberia sumergida», el segundo sencillo del disco que conseguía este puesto.
En 1998, tras la disolución del grupo, se publicó el álbum Rarezas, en el que se incluía una versión, correspondiente a la maqueta del tema, mucho más rápida y con distinta letra. Una versión del tema fue llevada a cabo por la banda valenciana Uzzhuaïa en 2006.
Durante la gira de despedida Héroes del Silencio Tour 2007 fue uno de los temas que el grupo interpretó en todos los conciertos, incluido el de su despedida en Valencia.

## Estilo
«La chispa adecuada» es una de las baladas más suaves de Héroes del Silencio, aunque con un final denominado apocalíptico, que contrasta con su inicio, amenizado por unos arreglos orientales. Básicamente, la canción habla de un desengaño amoroso con Benedetta Mazzini, al que alude en su estribillo, utilizando la chispa como una metáfora de lo que puede acabar por destruir una relación:

"Y ahora estás en mi lista de promesas a olvidar
Todo arde si le aplicas la chispa adecuada"

## Videoclip
El videoclip del tema, uno de los más originales del grupo, fue llevado a cabo por Factoría Clip en unos estudios de Madrid, y dirigido por Juan Marrero y Carlos Miranda, que se hicieron cargo de los trabajos audiovisuales del álbum. Se desarrolla en un desierto entre imágenes surrealistas con mucho color.